# Fernando Botero
Fernando Botero n. 19 aprilie 1932, Medellín, Columbia – d. 15 septembrie 2023, Monaco a fost un pictor și sculptor columbian. Asemenea lui Astor Piazzolla în muzică sau lui Gabriel García Márquez în literatură, Botero reprezintă în cel mai înalt grad cultura latinoamericană modernă. El însuși se definește drept "cel mai columbian dintre pictorii columbieni". Figurile sale naive, supradimensionate în mod grotesc sunt înțelese ca simboluri ale burgheziei coloniale degenerate. Este imposibil să nu recunoști, de la prima aruncătură de privire, un tablou al lui Botero cu personajele sale floride și opulente, reprezentând în mod metaforic anumite caracteristice ale societății contemporane hipertrofice.
Pentru a umple câmpuri vaste de culoare, artistul dilată formele: oamenii și peisajele capătă dimensiuni insolite, aparent ireale, unde detaliul devine expresia maximă a volumelor. Personajele lui Botero nu reflectă nici bucurie, nici durere, au privirea pierdută în gol și sunt imobile, parcă ar fi reprezentări sculpturale. Când pastișează artiști clasici, ca Velázquez sau Caravaggio, tablourile lui sunt executate în spirit de frondă, până la caricatură, ca "Mona Lisa" după Leonardo da Vinci.

## Biografie
Fernando Botero s-a născut la 19 aprilie 1932 în Medellín, oraș din Columbia (America de Sud). La vârsta de 12 ani, un unchi al lui îl înscrie la o școală de toreadori, unde rămâne timp de doi ani. Începând din anul 1948, publică ilustrații pentru ziarul "El Colombiano" din Medellín.
Frecventează cafeneaua "Automatica", unde ia contact cu avangarda artistică columbiană, printre care scriitorul Jorge Zalamea. Se mută mai târziu la Bogotá, apoi, în 1951, pleacă în Europa, la Paris și se dedică studiului vechilor maeștri.
Între 1953 și 1954 călătorește în Spania și Italia, copiind operele unor pictori ca Giotto sau Andrea del Castagno, un exercițiu de expresie figurativă care va rămâne totdeauna prezentă în creațiile sale ulterioare. În 1966 se stabilește în New York (Long Island) și se angajează într-o muncă acerbă, încercând mai ales să dezvolte influența tot mai puternică, exercitată asupra sa de pictura lui Rubens. Tot în acest timp inițiază primele lucrări de sculptură.
În 1977, la "Muzeul Zea" din Medellín se inaugurează o sală "Pedro Botero" cu șaisprezece opere, în memoria fiului său mort într-un accident. Temele sale devin tot mai variate, stilul rămâne însă neschimbat. Expozițiile din Germania (1986) și Statele Unite înregistrează mult succes, săptămânalul american "Time" îi consacră o cronică elogioasă.
Călătorește neîntrerupt între New York, Columbia și Europa, organizând expoziții personale de pictură și sculptură în New York, Bogotá, Elveția și Orientul Mijlociu. Stilul lui Botero se afirmă și se definitivează, realizând o sinteză dorită, începând cu lucrările de debut. Operele sale sunt achiziționate de cele mai importante muzee de artă modernă din lume sau de colecționari particulari.

## Sculptură

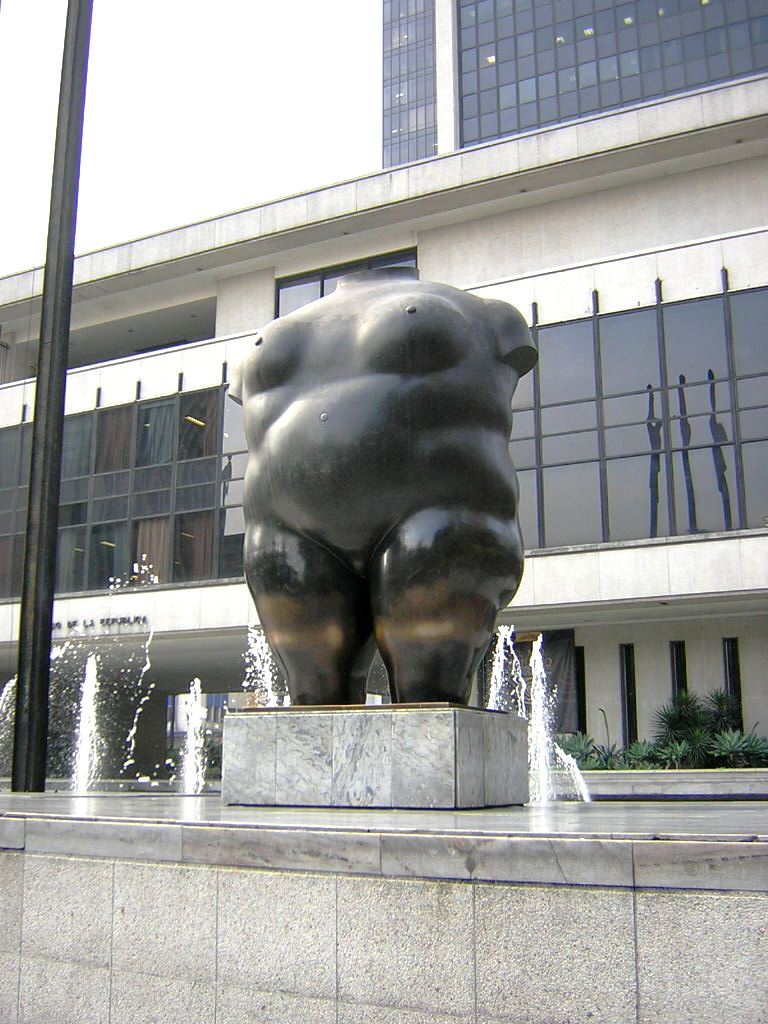
Tors de femeie (La Gorda)
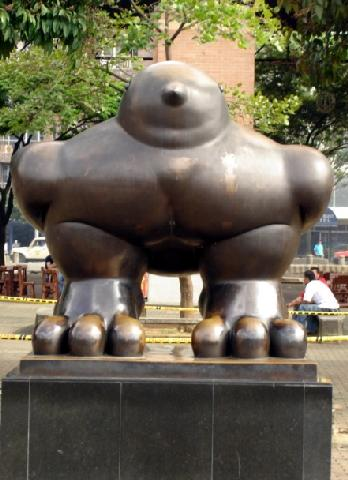
Pajarodebotero
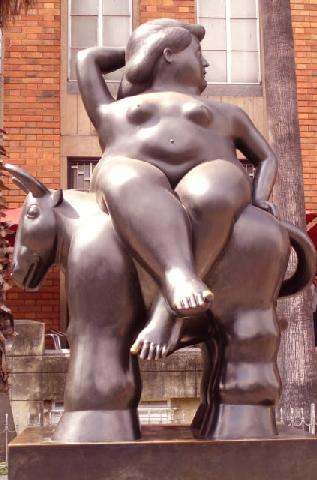
Damadebotero
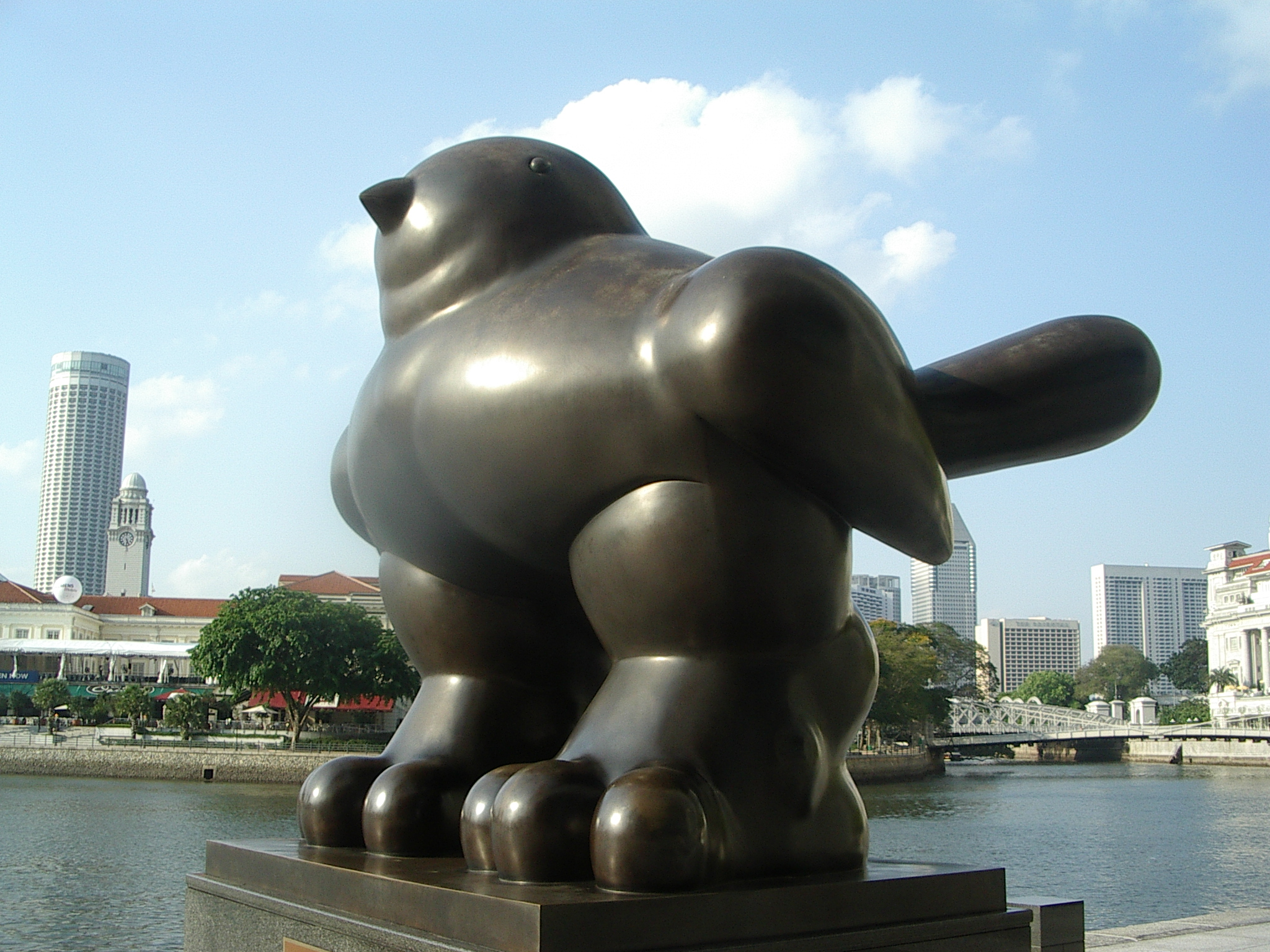
Pasăre uriașă
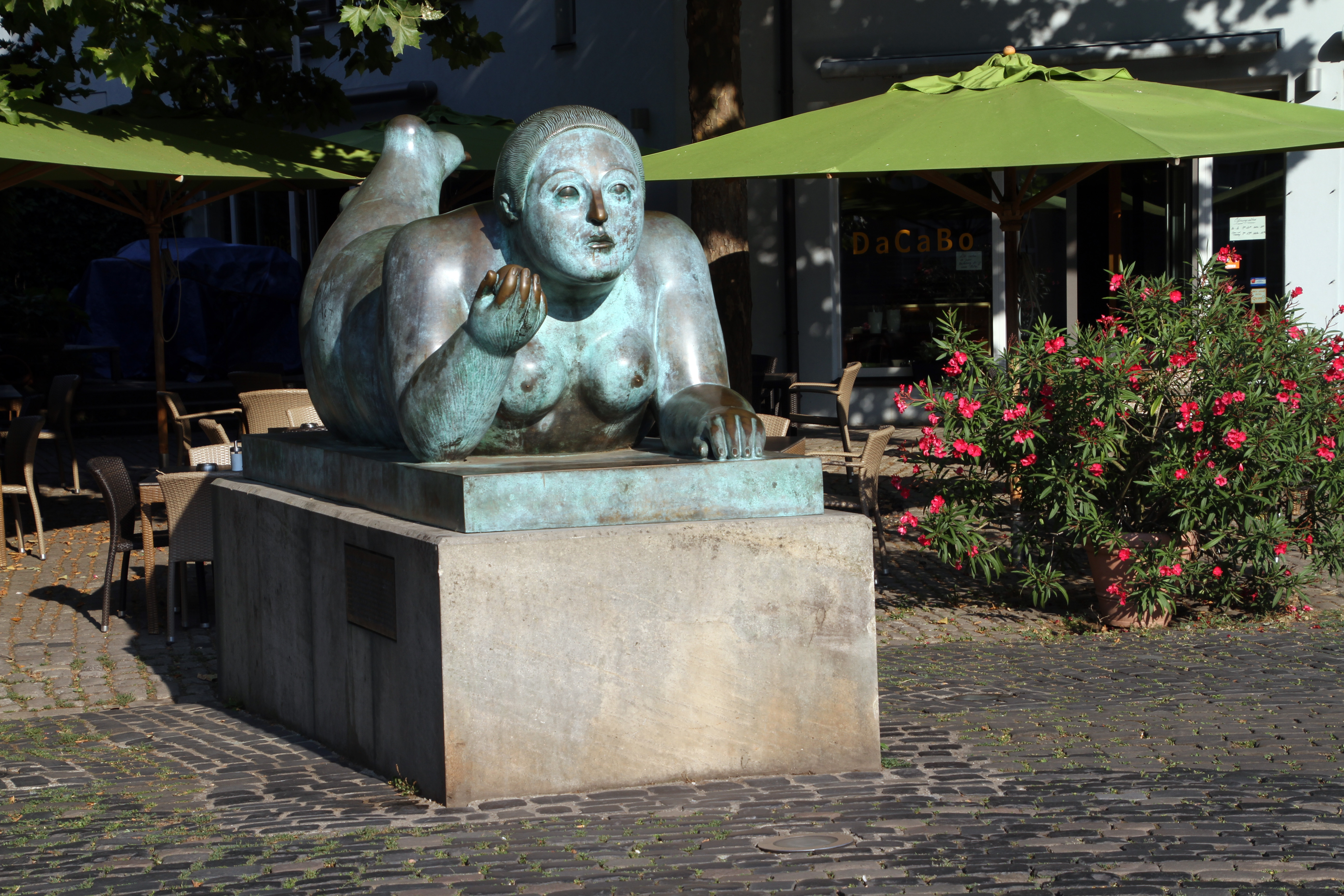
Liegende mit Frucht (Femeie întinsă cu fructe) în Bamberg (Germania)